# Јоичиро Намбу
Јоичиро Намбу (јап. 南部 陽一郎; Токио, 18. јануар 1921 — Тојонака, 5. јул 2015) био је амерички физичар јапанског порекла. Радио је као професор на Универзитету у Чикагу.
За допринос у области теоријске физике, конкретно откриће механизма спонтаног нарушавања симетрије у субатомској физици, додељена му је Нобелова награда за физику 2008. године.